# Geneviève Bollème
Geneviève Bollème, née le 7 août 1927 à Paris et morte le 26 février 2005 à Angers, est une historienne française de la littérature populaire et une professeure d'université.

## Biographie
Geneviève Bollème étudie au lycée Molière à Paris, puis à la Sorbonne en philosophie où elle est l’élève de Jean Wahl. Son diplôme porte sur Malebranche. Elle soutient sa thèse de lettres en 1962 sur Flaubert.
Au milieu des années 50, elle travaille dans l’édition au Mercure de France. Elle rencontre Fernand Braudel et devient sa collaboratrice comme secrétaire pendant 5 ans à l’École pratique des hautes études
Elle enseigne au Canada au début des années 70, d’abord à l’Université Laval, puis à l’Université du Michigan.
En 1990, elle est maître de conférences à l’École des hautes études en sciences sociales.
Geneviève Bollème est proche de Jacques Derrida, de Nathalie Sarraute et de Roger Laporte.

## Regards sur l’œuvre
Les travaux de recherches de Bollème touchent à la linguistique, le folklore, la littérature et l’histoire. Son terrain d’observation est la littérature populaire, qu’elle considère comme délaissée ou peu considérée ; elle s'intéresse à l’histoire de la littérature populaire et au regard porté sur cette littérature. Ses travaux s’appuient notamment sur l’étude des almanachs populaires et des livrets de la Bibliothèque bleue, une littérature de colportage publiée aux XVIIe et XVIIIe siècles,.

## Liste des œuvres
- La leçon de Flaubert (1964)
- Les almanachs populaires aux XVIIe et XVIIIe siècles : essai d'histoire sociale (1969)
- La Bibliothèque bleue :  littérature populaire en France du XVIIe au XIXe siècle (1971)
- La Bible bleue : anthologie d'une littérature populaire (1975)
- Le peuple par écrit (1986)
- Parler d'écrire (1993)
- La bibliothèque bleue : littérature de colportage (2003)

## Récompenses
- Prix Montyon, décerné par l’Académie française, en 1994[9].